# Гетто в Ганцевичах (Брестская область)
Гетто в Га́нцевичах (Брестская область) (ноябрь 1941 — 14 августа 1942) — еврейское гетто, место принудительного переселения евреев города Ганцевичи Брестской области и близлежащих населённых пунктов в процессе преследования и уничтожения евреев во время оккупации территории Белоруссии войсками нацистской Германии в период Второй мировой войны.

## Оккупация Ганцевичей и создание гетто
Перед войной евреи составляли 70 % населения Ганцевичей — примерно 1700 человек.
Ганцевичи были захвачены немецкими войсками 30 (29) июня 1941 года, и оккупация длилась 3 года — до 7 июля 1944 года.
В начале войны немцы уничтожили практически все еврейское население не только местечка, но и близлежащих деревень. В Ганцевичи привозили на смерть евреев и из соседних районов — Клецкого, Телеханского, Краснослободского и других — более 6000 человек.
30 июня — 1 июля 1941 года в Ганцевичах во время «акции» (таким эвфемизмом гитлеровцы называли организованные ими массовые убийства) были убиты 16 евреев, 15 августа — 350 евреев в 11 километрах от Ганцевичей в направлении на деревню Хотыничи.
Реализуя нацистскую программу уничтожения евреев, немцы создавали гетто почти во всех городах и населённых пунктах Беларуси, где проживало еврейское население. Так и в Ганцевичах осенью 1941 года оккупанты создали гетто, функционально представляющее собой рабочий лагерь. В него перевели 230 евреев из Ленина и 120 из Погост-Загородского..

## Условия в гетто
В гетто, расположенном напротив железнодорожного вокзала и огороженном забором с колючей проволокой, постоянно содержалось около 500 человек. На место умерших от голода, избиений, болезней и застреленных охраной, из ближайших гетто привозили новых трудоспособных узников.
Председателем юденрата нацисты принудили стать Гринберга (Гринбаума), который делал всё возможное для спасения узников.
Большинство узников использовали на строительстве дорог через болота, меньшая часть евреев работала в различных мастерских в городе.
Евреи умирали от голода. На человека в сутки выдавали только по 200 граммов эрзац-хлеба из мякины пополам с соломой и по 20 граммов крупы.
На воротах лагеря висел плакат с «правилами поведения», и за любое нарушение полагался расстрел — даже за спрятанный кусок хлеба. За каждого убежавшего или даже предпринявшего попытку побега расстреливали 40 заключенных и всех родственников беглеца.
Обессилевших и заболевших немцы расстреливали прямо на месте.
Кроме утренней и вечерней поверки, изможденных узников пересчитывали ещё и дополнительно несколько раз в день — по свистку конвойного евреи становились «по восьмеркам», и охрана проверяла, все ли на месте.

## Уничтожение гетто
Кавалерийская часть СС, убившая евреев в Телеханах, в начале августа 1941 года прибыла в Ганцевичи.
14 (11) августа 1942 года более 300 евреев совершили побег, оставшиеся были расстреляны. Инициатором подготовки и организации массового побега был глава юденрата Гринберг.

## Память
В самом городе и около него была 31 расстрельная яма. Они были выкопаны на местах сегодняшних улиц Садовой, Монтажников, Дзержинского, Фрунзе, переулков Короткого, Садового, Пролетарского, на 7-м километре дороги Ганцевичи-Хатыничи, в урочище Красуня (район Малькович). В каждой из этих ям были захоронены 300—500 тел убитых евреев и частично военнопленных.
В середине 1960-х годов останки евреев — жертв геноцида евреев, из всех известных расстрельных ям были перезахоронены в могиле на улице Гагарина, и на этом месте был поставлен памятник. В 1970-е годы в связи с застройкой улицы прах убитых и памятник были перенесены в северо-восточную часть городского кладбища.
Памятник жертвам еврейского сопротивления, погибшим при восстании в Ганцевичах, и чьи места захоронений неизвестны, установлен на еврейском кладбище в деревне Ленин.
Имеются неполные списки убитых в Ганцевичах евреев.